# Partisanos eslovenos
Los Partisanos eslovenos (formalmente Ejército de Liberación Nacional y Destacamentos Partisanos de Eslovenia) formaron parte del movimiento de resistencia contra los nazis más efectivo de Europa liderado por los comunistas revolucionarios yugoslavos durante la Segunda Guerra Mundial, los Partisanos yugoslavos. Dado que una cuarta parte del territorio étnico esloveno y aproximadamente 327 000 de la población total de 1,3 millones de eslovenos fueron sometidos a la italianización forzada desde el final de la Primera Guerra Mundial, el objetivo del movimiento era el establecimiento del estado de los eslovenos, que incluiría la mayoría de eslovenos en una federación socialista yugoslava en el período de posguerra.
Eslovenia estuvo durante la Segunda Guerra Mundial en una situación única en Europa, solo Grecia compartió su experiencia de ser triseleccionada; sin embargo, Eslovenia fue la única que experimentó un paso más: la absorción y la anexión a la vecina Alemania nazi, la Italia fascista, el Estado independiente de Croacia y Hungría. Como la existencia misma de la nación eslovena se vio amenazada, el apoyo esloveno al movimiento partidista fue mucho más sólido que en Croacia o Serbia. Se mostró un énfasis en la defensa de la identidad étnica al nombrar a las tropas después de importantes poetas y escritores eslovenos, siguiendo el ejemplo del batallón Ivan Cankar. Los partisanos eslovenos eran el brazo armado del Frente de Liberación de la Nación Eslovena, una organización política de resistencia y coalición del partido por lo que los partisanos denominaban las Tierras eslovenas. El Frente de Liberación fue fundado y dirigido por el Partido Comunista de Yugoslavia (KPJ), más específicamente su rama eslovena: el Partido Comunista de Eslovenia.
Al ser la primera fuerza militar organizada en la historia de los eslovenos, los partisanos se organizaron en un principio como unidades guerrilleras, y más tarde como un ejército. Sus oponentes eran los ocupantes de Eslovenia y, después del verano de 1942, también eran fuerzas eslovenas anticomunistas. Los partisanos eslovenos eran en su mayoría étnicamente homogéneos y se comunicaban principalmente en esloveno. Estas dos características han sido consideradas vitales para su éxito. Su símbolo más característico era la triglavka, su boina tradicional. Estaban subordinados a la autoridad de resistencia civil. El movimiento partisano en Eslovenia, aunque era parte de los partisanos yugoslavos, operacionalmente autónomo del resto del movimiento, estaba separado geográficamente, y el contacto completo con el resto del ejército partisano ocurrió después del avance de las fuerzas de Tito hasta Eslovenia en 1944.